# Saint-Mesmin (Dordoña)
 Saint-Mesmin  (en occitano Sent Maimin) es una población y comuna francesa, situada en la región de Aquitania, departamento de Dordoña, en el distrito de Périgueux y cantón de Excideuil.

## Demografía
| 607 | 534 | 455 | 393 | 324 | 284 |
| Para los censos de 1962 a 1999 la población legal corresponde a la población sin duplicidades (Fuente: INSEE [Consultar]) |     |     |     |     |     |